# Martha Keil
Martha Keil (* 1958 in Wien) ist eine österreichische Historikerin und Judaistin. Sie ist seit 2004 Direktorin des Instituts für jüdische Geschichte Österreichs.

## Leben
Keil lebte nach der Matura für ein Jahr in Israel. Sie studierte zunächst die Sprachen Französisch und Spanisch, danach Geschichte und Judaistik in Wien und Berlin. 1988 wurde sie mit der Dissertation „vormals bey der judenn zeitt“ zum Dr. phil. promoviert. 
2002/03 war sie Trägerin des Charlotte-Bühler-Habilitationsstipendiums des Fonds zur Förderung der wissenschaftlichen Forschung. 2007 erhielt sie die venia legendi für Österreichische Geschichte an der Universität Wien. Sie ist am Institut für Österreichische Geschichtsforschung der Universität Wien und am Centrum für Jüdische Studien an der Universität Graz tätig.
1988 wurde sie wissenschaftliche Mitarbeiterin am Institut für Geschichte der Juden in Österreich in St. Pölten. Von 1995 bis 2004 war sie stellvertretende Direktorin, seitdem ist Direktorin der Einrichtung. Ihr Forschungsschwerpunkt ist die Geschichte der Juden im Mittelalter.
Sie lebt in zweiter Ehe in Wien und ist Mutter zweier Kinder.

## Schriften (Auswahl)
- (Hrsg.): So soll man Geschichten erzählen. Weisheit der Chassiden. Fotografien von Roman Vishniac, Herder, Wien u. a. 1985, ISBN 3-210-24782-X.
- (Hrsg. mit Klaus Lohrmann): Studien zur Geschichte der Juden in Österreich (= Handbuch zur Geschichte der Juden in Österreich, Reihe B, Band 2). Böhlau, Wien u. a. 1995, ISBN 3-205-98174-X.
- (Hrsg.): Wien. Jüdisches Städtebild. Fotografien von Erich Leonhard, Jüdischer Verlag, Frankfurt am Main 1995, ISBN 3-633-54101-2.
- (Hrsg. mit Eleonore Lappin): Studien zur Geschichte der Juden in Österreich (= Handbuch zur Geschichte der Juden in Österreich, Reihe B, Band 3). Philo, Bodenheim 1995, ISBN 3-8257-0087-9.
- (Hrsg. mit Sabine Hödl): Die jüdische Familie in Geschichte und Gegenwart. Philo, Berlin u. a. 1999, ISBN 3-8257-0112-3.
- mit Eveline Brugger, Christoph Lind, Albert Lichtblau, Barbara Staudinger: Geschichte der Juden in Österreich (= Reihe Österreichische Geschichte, Band 15). Ueberreuter, Wien 2006, ISBN 3-8000-7159-2. (Reprint 2013)
- (Hrsg.): Besitz, Geschäft und Frauenrechte. Jüdische und christliche Frauen in Dalmatien und Prag, 1300–1600. Solivagus Verlag, Kiel 2011, ISBN 978-3-943025-00-2.

## Auszeichnungen
- Jakob-Prandtauer-Preis für Wissenschaft und Kunst (2023)[1]